# Dipartimento di General San Martín
General San Martín è un dipartimento argentino, situato nell'estrema parte meridionale della provincia di La Rioja, con capoluogo Ulapes.
Esso confina a nord con il dipartimento di General Ocampo, a est con la provincia di Córdoba, a sud con quella di San Luis e ad ovest con il dipartimento di Rosario Vera Peñaloza.
Secondo il censimento del 2001, su un territorio di 5.034 km², la popolazione ammontava a 4.956 abitanti, con un aumento demografico del 25,98% rispetto al censimento del 1991.
Il dipartimento, come tutti i dipartimenti della provincia, è composto di un unico comune, con sede nella città di Ulapes, che è anche l'unico centro urbano di una certa rilevanza nel dipartimento.